# Цифрова людина
«Цифрова людина» (англ. Digital Man) — фантастичний бойовик.

## Сюжет
Величезний, повністю цифровий робот відправлений на завдання перехопити секретний код у терористів. Після успішно виконаного завдання, на зворотному шляху корабель зазнає аварії і цифрова людина опиняється посеред пустелі, в якомусь маленькому містечку. Загін солдатів відправляється на пошуки робота. Невдовзі між роботом і загоном спалахує нещадна війна.

## У ролях
- Кен Оландт — сержант Андерс
- Крістен Далтон — Джина
- Адам Болдвін — капітан Вест
- Маттіас Хьюз — Цифрова людина
- Пол Глісон — доктор Паркер
- Ед Лотер — генерал Робертс
- Дон Суейзі — Біллі
- Чейз Мастерсон — Сюзі
- Шерман Огастас — Джексон
- Вун Янг Парк — Вун
- Меган Блейк — лейтенант Томпсон
- Р.Дж. Бондс — другий пілот 1
- Філіп Брунс — Боб
- Джо Кук — Лонг
- Кліфф Емміх — шериф
- Даррен Формен — Денон
- Ненсі Хеммілл — пілот 1
- Клінт Говард — Дікінс
- Роберт Лепукі — Тоунсперсон
- Майк Махоні — другий пілот 2
- Альберт Марш — комп'ютерний технік
- Талаат Кептан — пілот
- Мелісса Мартін — пілот 2
- Жанетт О'Коннер — Іда
- Ніколас Р. Олесон — Бартон
- Ліза Расселл — мати
- Наташа Рот — дитина
- Донна Маньяні — Лінда
- Джек Ван — Девін
- Сьюзен Тіррел — Мілдред Ходжес
- Майкл Р. Теєр — Майкі (в титрах не вказаний)
- Аманда Вайсс — лейтенант Фредерікс (в титрах не вказана)